# 플라비우 칸투
플라비우 비아나 지 울료아 칸투(브라질 포르투갈어: Flávio Vianna de Ulhôa Canto, 1975년 4월 16일~)는 브라질의 전직 유도 선수이다. 2004년 하계 올림픽에서 남자 하프미들급 동메달을 획득했다.

## 개인사
2013년에 브라질의 여배우 피오렐라 마테이스와 결혼했으며 이듬해인 2014년에 이혼했다.